# 住血胞子虫
住血胞子虫（じゅうけつほうしちゅう、haemosporidia）は、アピコンプレックス門に属し赤血球や白血球に寄生する原生生物の一群で、代表的なものとしてマラリア原虫などがある。おもに陸上脊椎動物を中間宿主、吸血昆虫を終宿主とする。分類学上は住血胞子虫目(Haemosporida)とし、これまでに400種以上が知られている。

## 生活環
基本的にはコクシジウム類と似た特徴を持っているが、常に宿主動物の体内に留まり環境中に出ることがないため、壁に包まれ環境耐性を示すいわゆる「胞子」の状態がない。カやハエなど媒介者の唾液とともに侵入したスポロゾイト（種虫、sporozoite）は、まず肝臓などの固定の組織の細胞内でシゾゴニー（増員生殖、schizogony）を行い数を増やす。そのあと血液中に移行して血球内に寄生するようになるが、ここにはさまざまな差異がある。媒介者が吸血することによって生殖母体 (gamont) が媒介者に移り、消化管内で配偶子を生じて有性生殖が行われる。接合子はオーキネート（ookinete、虫様体）と呼ばれ、運動能があってすぐに消化管上皮細胞に侵入してスポロゴニー (sporogony) が行われる。これは減数分裂を含む他のアピコンプレクサ類の胞子形成に対応した過程ではあるが、オーシスト (oocyst) は薄い膜に包まれているだけですぐに破裂してスポロゾイトを放出する。スポロゾイトは体腔液中を漂って唾液腺に集合し、吸血に際して動物の体内に侵入する。

## 分類
全てをプラスモジウム科にまとめる場合もあるが、現在はマラリア色素と赤血球中での増殖の有無に注目して以下の4科に分類する方法が主流である。
プラスモジウム科 Plasmodiidae
マラリア色素を持ち、赤血球内で増殖する。陸上の脊椎動物に幅広く見られる。マラリア原虫 Plasmodiumが代表的で、肝細胞で増殖したあと赤血球内でも増殖して、宿主は周期的な発熱を繰り返すことになる。
ヘモプロテウス科 Haemoproteidae
マラリア色素を持った生殖母体が赤血球などに見られるが、血球中での増殖は行わない。鳥類においては Haemoproteus 属による疾病も鳥マラリアと称し、とくにHeamoproteus mansoni が家禽の病原体として注目される。旧世界ザルやコウモリにはヘパトシスティスHepatocystisが感染している。
ロイコチトゾーン科 Leucocytozoidae
血液中では赤芽球、赤血球、単球、リンパ球などに発育中の生殖母体が見られるが、マラリア色素を生じない。主として鳥類に寄生するロイコチトゾーンが代表的で、鶏ロイコチトゾーン Leucocytozoon caulleryi は日本を含む東南アジアの養鶏業における重要な病原体である。それ以外にアヒルなどに寄生する L. simondi 、シチメンチョウに寄生する L. smithi などが病原体として注目される。
Garniidae 科
赤血球内で増殖するが、マラリア色素を生じない。主として爬虫類に寄生し、Garnia 属、Fallisia 属などが知られている。
しかしこの分類体系は分子系統解析による支持が十分とは言えない。そもそもマラリア原虫を除くと分子情報が限られており、とくにGarniidae科の情報は存在しない。また研究によって系統樹の形状が大きく異なっており、安定的な結論が得られているとは言いがたい。ここでは便宜的に、細胞核コードの21遺伝子を用いた2016年の研究と、約600遺伝子を用いた2018年の研究、ミトコンドリアDNAを用いた2020年の研究の結果を組み合わせた系統関係を示している。

## 進化
ミャンマーで採取された1億年前（中生代白亜紀）のコハク中のヌカカから、ヘモプロテウスに似た生物Paleohaemoproteus burmacisが見出されており、これが住血胞子虫の最古の化石記録である。しかし分子系統解析による分岐年代推定によれば、現生の住血胞子虫の最近共通祖先は中新世、おおよそ1600万年前にいたと考えられている。これはすでに現生陸上脊椎動物の多様性がほぼ出揃っている時期であることから、現生の住血胞子虫は中生代から宿主とともに多様化してきたのではなく、ある種がこの時期以降に宿主を爬虫類・鳥類・哺乳類と変えながら多様化し、それ以外の住血胞子虫は駆逐されたのだと考えられる。